# Zonocryptus dimidiatus
Zonocryptus dimidiatus là một loài tò vò trong họ Ichneumonidae.